# William Shakespeare
William Shakespeare (Stratford na Avonu, Engleska, 26. travnja 1564. (kršten) – Stratford na Avonu, 23. travnja[jul.] / 3. svibnja[greg.] 1616.), engleski književnik, kazališni glumac i redatelj, općenito smatran za najvećeg pisca engleskog jezika i najslavnijeg i najizvođenijeg svjetskog dramatičara. Djela su mu prevedena na desetke svjetskih jezika.
Oko postojanja Shakespearea ili njegova istinskoga identiteta postoje brojni povijesni prijepori.

## Životopis
Gotovo ni o jednom drugom piscu ne zna se tako malo kao o Williamu Shakespeareu. Ličnost pisca, čija su djela poznata cijelom obrazovanom svijetu još uvijek je zagonetka. William Shakespeare rodio se u gradiću Stratford na Avonu 1564. godine, u grofoviji Warwickshire (u isto vrijeme kada je u Rimu umro Michelangelo), kao treće i najstarije muško dijete od osmero djece. Kršten je 26. travnja 1564. godine pa se smatra da je rođen 23. travnja 1564. godine. Otac mu je bio John Shakespeare, ugledan i imućan građanin, trgovac-zanatlija, član Općinskog vijeća. O njegovom dobrom imovinskom statusu govori i podatak da je 1596. godine John Shakespeare mogao platiti da on i njegovo potomstvo upotrebljava obiteljski grb koji prikazuje sokola i koplje te ima francuski natpis: Non sanz droict (Ne bez prava). Uza sve to, John Shakespeare je 1571. godine izabran za gradonačelnika Stratforda na Avonu. Majka Williama Shakespearea zvala se Mary, a djevojačko prezime bilo joj je Arden. Shakespeare je pohađao školu u svom rodnom gradu; zna se samo da je u toj školi učio latinski, čitao Ovidija, Cicerona, Vergilija, Plauta i Terencija.
Postoje pretpostavke da je William Shakespeare napustio školu 1578. godine kada su poslovi njegovog oca pošli nagore, te je nazočnost četrnaestogodišnjeg sina u kući postala neophodna. Od tada, pa do njegove 18. godine, o njemu ne postoje nikakvi pisani podaci. Tek od 18. rujna 1582. godine postoji dokument koji govori o ženidbi Williama Shakespearea s Ann Hathaway iz obližnjeg zaseoka Shotery, a koja je bila osam godina starija od njega. U braku najvjerojatnije nije bio sretan, jer je često pisao protiv ranih brakova. Godine 1583. rodila mu se kćerka Susan, a 1585. blizanci – kćerka Judith i sin Hamnet. Onda se opet do 1592. godine o Shakespearu ništa ne zna, a te se godine prvi puta spominje kao glumac i dramski pisac. Godine 1596. umire mu sin Hamnet. Sljedeće godine je u Stantfordu kupio imanje zvano New Place i postao suvlasnik kazališta Globe. Nedugo potom, 1601. godine, Shakespearu umire otac.
Godine 1607. udala mu se kćerka Susan za poznatog londonskog liječnika Johna Halla. Godinu dana kasnije umire mu majka, a iste godine Shakespeare se povlači iz Londona u svoj rodni grad, premda je povremeno dolazio u London (npr. 1612. godine kao svjedok u jednoj parnici). Iste godine (1612.) umire mu brat Gilbert, a sljedeće 1613. i posljednji brat Richard; te godine u požaru nestaje i kazalište Globe. Godine 1616. udala mu se kćerka Judith, a 23. travnja iste godine – prema Julijanskom kalendaru (istog datuma kada je rođen) – Shakespeare je umro u 52-oj godini života u Stratford na Avonu, gdje je i pokopan u crkvi sv. Trojstva u blizini oltara. Iznad groba postavljena je 1623. godine spomen-bista s latinskim natpisom: IVDICIO PYLIUM, GENIO SOCRATEM, ARTE MARONEM. TERRA TEGIT, POPULUS MAERET, OLYMPUS HABET (Po mudrosti Nestor, po genijalnosti Sokrat, po umjetnosti Vergilije. Zemlja pokriva, narod plače, a Olimp ga ima). Shakespeareova supruga Ann umrla je 1623. godine, sedam godina poslije smrti svoga muža. Iste je godine u Londonu svjetlo dana ugledalo prvo izdanje svih Shakespeareovih djela. Posljednji neposredni Shakespeareov potomak, njegova unuka Elizabeth, kćerka Susan i dr. Johna Halla, umrla je 1670. godine i loza se ugasila.
Postoji pretpostavka o Shakespearovom homoseksualizmu zbog posveta nekih djela prekrasnom plavom mladiću koji je bio sličan Petrarkovoj Lauri. Pretpostavka je još vjerojatnija zbog spoznaje kakvo je razdoblje u kojem živi Shakespeare–- renesansi, razdoblju eksperimentiranja.

## Stvaralaštvo
Shakespeare je bio plodan pisac. Pretpostavlja se (jer se ne može sa sigurnošću utvrditi autorstvo svih njegovih drama) da je napisao 34 drame, 154 soneta i nekoliko pjesama.
Piščevo se stvaralaštvo uglavnom dijeli na nekoliko kategorija:
- rane drame (uglavnom komedije i historije, tj. drame sa sadržajima iz engleske i antičke prošlosti te početni pokušaji tragedija)
- zrelo doba (velike tragedije)
- poznije doba stvaralaštva (tzv. mračne komedije ili problematske drame i "romance")

Uz dramski opus, Shakespeare je i autor spjevova te možda najbolje zbirke ljubavne poezije u engleskoj i svjetskoj književnosti.

### Rane drame
Karakteristike ranoga Shakespeareova stvaralaštva su sljedeće: sočan, "renesansni" humor, često protkan opscenostima nastalima na tlu srednjovjekovnih farsi, što je glavna značajka komedija; bujan jezik (sam Shakespeare je iskovao više stotina riječi – usporedbe radi, njegov cjelokupni opus ima, po različitim brojanjima, oko 30.000 različitih riječi, dok onaj francuskoga dramatika Racinea oko 4000) u kojem se miješa visoka retorika i vulgarni izričaj; te usredotočenost na problematiku vlasti i političkih makinacija (u povijesnim dramama) ili ljubavnih zapleta i raspleta (u komedijama). U tom razdoblju, koje traje do otprilike 1600. godine, Shakespeare je ostvario neke od publici najomiljenijih drama: "Romea i Juliju", burlesku koja prerasta u tragediju, veoma popularnu zbog motiva nesretnih adolescentskih ljubavnika; "Mletačkog trgovca", hibridni komad u kojem autor oscilira između karikaturalnoga prikaza židovskog zelenaša i tragične dimenzije koju Shylock, mletački trgovac, poprima tijekom radnje skoro pa unatoč piščevoj volji; "Henrika IV.", u kojem je dao jedan od nezaboravnih likova svjetske književnosti, zemnoga i realističkog vitalista Falstaffa – osobu iskričave duhovitosti i mudrosti, pravoga utjelovljenja renesansnoga obilja života; te "Rikarda III.", prethodnika velikih tragedija, heroja-zločinca ili antijunaka koji fascinira makijavelističkim političkim i osobnim bravurama. U ovom je razdoblju pisac postavio temelje svojim velikim tragedijama, a radošću, vitalnošću razigranoga erosa i himničkim ugođajem u kojem slavi mladost, zdravlje i slobodu, dao trajno vrijedna ostvarenja renesansne komedije.

### Zrelo doba
Na prijelazu u 17. stoljeće počinje veliko "tragično razdoblje" Shakespeareova stvaralaštva. Apsorbiravši i nadvladavši svoje prvotne utjecaje, Chaucera i Christophera Marlowea, Shakespeare u ovom dobu daje jedinstvena ostvarenja kojima je preporodio europsku i svjetsku književnost, a čiji su doseg spoznali tek kasniji naraštaji. Budući da sljedeće drame predstavljaju, u neku ruku, duhovno rođenje modernoga zapadnoga čovjeka, potrebno je nešto reći i o autorovu svjetonazoru koji prosijava kroz ta djela. 
Shakespeareov je genij često okarakteriziran kao neopoganski i kvazišamanski: njegova, skoro nadnaravna, sposobnost da stvori osobnosti tragične aure za koje se može reći da su "veće od života"; sklonost prikazu stanja psihičke disocijacije i raskoljenosti, opsesivnosti i neizmjernosti u strastima, od ljubomore do vlastohleplja; usredotočenost na ljudski kozmos bez teoloških i spiritualnih raščlana – sve to ukazuje na snažnu sekularnu i antidogmatsku struju u piščevu karakteru. No, pozornije čitanje njegovih drama, kao i otkrića iz bardove biografije koja su se nagomilala u posljednjih 100 i više godina, ostavljaju malo sumnje da je Shakespeare bio, ne samo formalno, katolik – iako ne i katolički dramatičar.[nedostaje izvor] Duh Hamletova oca u čistilištu, sakramentalnost braka, suptilne reference na ikonografiju katoličke kulture koje se provlače kroz cijeli Shakespeareov opus: sve to daje složenost njegovu djelu, koje je apsorbiralo i skepticizam i prometeizam i humanizam nanovo oživljene antike, srednjovjekovne motive trošnosti i mučnine korporealnosti, pojačanu ekspresiju manirizma, koji je nagovijestio novi period sumnji i preispitivanja. Shakespeareova izvornost prije svega leži u raznovrsnosti njegove invencije: nitko nije prije njega stvorio tako fascinantne prikaze personalnosti, niti dao uvjerljivu sliku rastućega i promjenljivoga sebstva; nitko nije dao takvo obilje nezaboravnih scena seksualnosti i ljubavi, strasti koje kolaju u temeljnom krugu ljudskoga društva, obitelji; nitko nije prikazao proroke nihilizma poput Edmunda ("Kralj Lear") ili Jaga ("Otelo"), a kamoli najvećega karizmatika svjetske književnosti, Hamleta. Osim navedenih, Shakespeareove su središnje teme: razorna sila vremena; ambivalentni stav prema tjelesnosti i seksualnosti, koji se kreće od proslavljanja do razjarenoga poricanja; zaslijepljenost i samoobmana kao bitna značajka ljudskoga života; izočnost Boga ili bilo kakvog transcendentnoga načela u njegovu "theatrum mundi"; nepostojanost i varavost kako sudbine, tako i ljudi- prema drugima i sebi samima. Najveća Shakespeareova originalnost je u otkriću mutabilnosti ljudske osobnosti i apoteozi misterije koja je skriveni centar čovjekova postojanja – njegovi likovi izmiču, kako psihološkim i socijalnim redukcijama, tako i teološkim ili spiritualnim tumačenjima. Ostavši pjesnik, a ne analitik ili filozof do kraja, William Shakespeare ostaje univezalni mitograf trajne uzbudljivosti ljudske sudbine koja se ne može svesti ni na kakve šablone.
Među velikim tragedijama se ističu "Hamlet", djelo koje je više puta prepravljao, a koje prikazom intelektualca kao herojskog karizmatika, te obiljem tema u tekstu i podtekstu ostaje jednim od temeljaca zapadne duhovne kulture; "Otelo", u kojem je ljubomornoga ratnika herojskih razmjera zasjenio utjelovljeni Sotona, Jago; "Antonije i Kleopatra", s arhetipom fatalne žene Kleopatre, koja je nadrasla svoj povijesni uzor; "Macbeth", u kojem dominiraju heroj-zločinac kralj Macbeth i njegova još nezaboravnija žena, lady Macbeth; "Kralj Lear", djelo krajnjega naprezanja, za koje je rečeno da, s još nekoliko djela zapadnoga korpusa, od Platona i Biblije do Dostojevskog i Prousta – objelodanjuje početak i kraj ljudske naravi i sudbine.

### Poznije doba stvaralaštva
Zajedno s ovim tragičkim vrhuncima tu su i tzv. mračne komedije ili problemske drame ("problem plays"), među kojima se ističu "Troilo i Kresida" i "Mjera za mjeru". U tim dramama nema tragične katarze, niti velikih, nezaboravnih likova. Dominantni ton je cinizam i gnušanje nad ljudskom prevrtljivošću i podlošću, tjelesnim vidovima postojanja, političkim makinacijama i kompromisnom naravi društvenoga života uopće. Pune jetke ironije, ove drame su, u neku ruku, prethodnice egzistencijalističke vizure kakva je zavladala u 20. stoljeću.
Shakespeare je svoj dramski opus dovršio u duhu smirenja. Njegove posljednje drame, "Cimbelin", "Zimska priča" i "Oluja" su različito ocjenjivane (doduše, valja reći da su kronološki posljednje piščeve drame "Henrik VIII." i "Dva plemića", no, jer se radi o krparijama kojih je Shakespeare, u najbolju ruku, samo jedan od autora, njegove pozne "romance" se obično uzimaju kao zadnja djela). U tim dramama, nazvanima "romancama" (što nema veze s hrvatskim značenjem toga pojma), radi se o fantazijskom svijetu napučenom duhovima i neobičnim događajima; zapleti i sukobi potencijalno tragične naravi razrješuju se na čudesan i bajkovit način; ličnosti nemaju realističnu dimenziju nego su više nalik likovima iz bajki ili narodnih priča. Svršetak Shakespeareova stvaralaštva je različito ocjenjivan: po jednima, autor je postao rezigniran i iscrpio stvaralačku energiju, te pribjegao jeftinim rješenjima i happyendu bajkovite naravi – ne imavši više snage nositi se sa životnom stvarnošću. Po drugima, posljednje romance predstavljaju mudrost izrečenu u smiraj života (iako je Shakespeare umro tek u svojim pedesetima, zamjetna je zasićenost i želja za počinkom, izražena u više navrata u kasnijim djelima). To gledište bi se moglo svesti na sljedeću tvrdnju: nakon bujne i pustopašne vitalnosti, komike i optimizma koji karakteriziraju rana djela, došlo je teško tragično razdoblje u kojem je pisac hodao na rubu ponora ludila (velike tragedije), istodobno s kojim i malo kasnije slijede protuegzistencijalistički mučni ironijski problemski komadi, da bi Shakespeare konac života dočekao u pomirenosti i praštanju, te vizionarnoj prikazbi života kao sna (slavni stihovi iz "Oluje"). Bilo kako bilo, posljednje piščeve drame su ostale trajno popularne kod publike, a utemeljile su i tradiciju bajkovito-nadrealnih djela u engleskoj i američkoj književnosti.

## Utjecaj
William Shakespeare je jedan od nekolicine najvećih svjetskih imaginativnih književnika, autor koji bez sumnje spada u najužu elitu vrhunskih pisaca. Ne samo autor za usku i naobraženu elitu, Shakespeare je možda i najpopularniji svjetski spisatelj. Njegova djela predstavljaju okosnicu svjetskih kazališta, a našla su i snažnoga odjeka u drugim umjetnostima, od glazbe do slikarstva i filma. Neprocjenjiv je utjecaj koji je izvršio na svjetsku književnost, a sumarno bi se moglo reći da će vjerojatno i dalje uživati popularnost i simpatije, kako kod laičke publike, tako i kod stručnjaka i pisaca – i to zbog više činitelja, među kojima su najvjerojatnije presudni njegov svjetovni i slobodni duh neokovan dogmama vremena, kao i raznovrsnost u prikazu ljudske doživljajnosti koja se kreće od tragedije do komedije, od pesimizma do optimizma, od naturalističkog egzistencijalizma do vizionarne fantazijske romance.

## Djela
Sva su Shakespeareova djela prevedena na hrvatski. U zagradama je originalni engleski naslov.

### Tragedije
1. Romeo i Julija (Romeo and Juliet; 1593.)
2. Tit Andronik (Titus Andronicus; 1594.)
3. Julije Cezar (Julius Caesar; 1599.)
4. Troilo i Kresida (Troilus and Cressida; 1601. – 1602.)
5. Hamlet (1602.)
6. Otelo (Othello; 1604.)
7. Kralj Lear (King Lear; 1605.)
8. Macbeth (1606.)
9. Antonije i Kleopatra (Antony and Cleopatra; 1607.)
10. Koriolan (Coriolanus; 1608.)
11. Timon Atenjanin (Timon of Athens; 1608.)
12. Cymbeline (Cymbeline; 1610.)

### Komedije
1. Uzaludni ljubavni trud (Love's Labour's Lost; 1590.)
2. Dva plemića iz Verone (The Two Gentlemen of Verona; 1591.)
3. Komedija zabuna (The Comedy of Errors; 1593. – 1594.)
4. San Ivanjske noći (A Midsummer Night's Dream; 1594.)
5. Mletački trgovac (The Merchant of Venice; 1595.)
6. Ukroćena goropadnica (The Taming of the Shrew; 1596.)
7. Mnogo vike ni za što (Much Ado About Nothing; 1599.)
8. Vesele žene vindsorske (The Merry Wives of Windsor; 1599.)
9. Na Tri kralja ili kako hoćete (Twelfth Night, or What You Will; 1599. – 1600.)
10. Kako vam drago (As You Like It; 1600.)
11. Sve je dobro što se dobro svrši (All's Well That Ends Well; 1602. – 1604.)
12. Mjera za mjeru (Measure for Measure; 1604.)
13. Periklo (Pericles, Prince of Tyre; 1608.)
14. Zimska priča (The Winter's Tale; 1610.)
15. Oluja (The Tempest; 1611.)
16. Dva plemenita rođaka (Two Noble Kinsmen; 1634.)

### Povijesne drame (historije)
1. Henrik VI. (Henry VI; 1591.)
2. Rikard III. (Richard III; 1593.)
3. Rikard II. (Richard II; 1594.)
4. Kralj Ivan (King John; 1594.)
5. Henrik IV. (Henry IV; 1596. – 1597.)
6. Henrik V. (Henry V; 1599.)
7. Henrik VIII. (Henry VIII; 1612.)

### Pjesme
1. Venera i Adonis (Venus and Adonis; 1593.)
2. Silovanje Lukrecije (The Rape of Lucrece; 1594.)
3. Strastveni hodočasnik (The Passionate Pilgrim; 1599.)
4. Feniks i kornjača (The Phoenix and the Turtle; 1601.)
5. Ljubavnikov prigovor (A Lover's Complaint; 1609.)
6. Soneti (Shakespeare's Sonnets; 1609.)

## Vanjske poveznice
- Online djela Williama Shakespearea (engl.)
- William Shakespeare: Soneti, prijevod Mate Marasa  Arhivirana inačica izvorne stranice od 9. svibnja 2021. (Wayback Machine)